# Font Màgica de Montjuïc
Font Màgica de Montjuïc är en fontän i Barcelona, huvudstad i den spanska regionen Katalonien. Fontänen tillkom 1929 i samband med världsutställningen i Barcelona och är konstruerad i art déco-stil av arkitekten Carles Buïgas.

## Funktioner
Namnet betyder "den magiska fontänen", och fontänens ljusspel kombinerar vatten i rörelse med färger, ljus och musik. Anläggningen har totalt 3 000 munstycken som kan spruta vatten, åtta färger ingår i ljussystemet och minst ett trettiotal olika musikprogram med varierande musik ingår i arrangemanget. De cirka 2 000 liter vatten per sekund som pressas genom fontänens munstycken är återanvänt vatten, för att hushålla med staden Barcelonas vattenresurser.

## Historik
Fontänen är placerad på Plaça Carles Buïgas, mellan Plaça Espanya och Palau Nacional och vid nordsluttningen av berget Montjuïc. Den konstruerades av arkitekten Carles Buïgas, som 1922 skapade sin första fontän i liknande stil. På platsen för fontänen stod dessförinnan den katalanistiska skulpturen Quatre Columnes, vilken 1928 förstördes på order av premiärministern Miguel Primo de Rivera; skulpturen återuppbyggdes dock 2010 ett antal meter från sin ursprungliga plats.
Buïgas skickade in sin ritning på fontänen ett år före världsutställningen, och många tyckte både att planen var för ambitiös och i senaste laget. Bygget kom att sysselsätta över 3000 arbetare. Fontänens första ljusspel ägde rum 19 maj 1929, dagen före invigningen av själva världsutställningen.
Under spanska inbördeskriget blev fontänen svårt skadad. Den kom inte att återuppstå som fontän förrän 1955, efter att Buïgas själv lett de nödvändiga reparationsarbetena.
Under 1980-talet integrerades musik i fontänens ljus- och vattenspel. Detta samordnades med återställandet av stadens konstmuseum, Museu Nacional d'Art de Catalunya. Båda två var färdigrestaurerade i tid till 1992 års olympiska sommarspel, som huvudsakligen anordnades på berget Montjuïc. Fontänen figurerade bland annat i presentationen av OS-sången "Barcelona", insjungen av Freddie Mercury och Montserrat Caballé.
Platsen med fontänen och museibyggnaden har på senare år återkommande använts som scen för nyårsfiranden som direktsänts i katalanska region-TV-kanalen TV3. Fontänen har också varje år en roll i Barcelonas stadsfestival La Mercè.